# 쑹단단
쑹단단(중국어: 宋丹丹, 병음: Sòng Dāndān, 한자음: 송단단, 1961년 8월 25일 ~ )은 중국의 희극 배우이다.

## 출연작

### 드라마
- 2005년 베이징 텔레비전 가족시트콤 《못말리는 가족》 - 리우메이 역
- 2011년 장쑤 위성 텔레비전 행복극장 《가적N차방》 - 문남 역
- 2012년 베이징 텔레비전 품질극장 《서울임사부》 - 우모 역
- 2012년 안후이 위성 텔레비전 해돈제일극장 《김태랑적행복생활》 - 왕숙화 역
- 2013년 CCTV-8 황금강당극장 《마마적화양연화》 - 원잉 역
- 2014년 저장 위성 텔레비전 중국람극장 《미려적계약》 - 화메이리 역
- 2015년 후난위성텔레비전 청춘진행중 《애정접중첩》 - 준모 역
- 2016년 동방 위성 텔레비전 몽상극장 《아적악부회무술》 - 마옥여 역
- 2017년 후난위성텔레비전 금응독파극장 《친애적타문》 - 마위화 역
- 2018년 동방 위성 텔레비전 동방극장 《미호생활》 - 도미란 역
- 2020년 동방 위성 텔레비전 동방극장 《신세계》 - 송관망 역
- 2020년 CCTV-1 제일특약극장 《장대》 - 단단 역
- 2021년 아이치이 웹드라마 《북철남원》 - 화지에 역
- 2021년 후난위성텔레비전 금응독파극장 《대니적애흔미》 - 쉬라오라오 역
- 2023년 CCTV-1 제일특약극장 《숙년》 - 우얼후 역